# Igorkvadet
Igorkvadet eller Kvadet om Igors felttog (russisk: Слово о полку Игореве, Slovo o polku Igoreve) er et epos med ukendt forfatter. Kvadet er skrevet på gammel østslavisk og handler om Igor Svjatoslavitjs (død 1202) fejlslagne felttog imod kumanerne i området ved floden Don. Det har været diskuteret om kvadet er autentisk, men der er generel enighed blandt forskere om, at det er ægte og stammer fra middelalderen (sent i det 12. århundrede).
Kvadet inspererede den russiske komponist Aleksandr Borodin til at komponere operaen Fyrst Igor.
| Sprog og litteratur | Spire Denne artikel om litteratur er en spire som bør udbygges. Du er velkommen til at hjælpe Wikipedia ved at udvide den. |